# Taste (canción)
«Taste» es una canción de la cantante estadounidense Sabrina Carpenter de su sexto álbum de estudio, Short n' Sweet (2024). Fue lanzada a través de Island Records el 23 de agosto de 2024, como el tercer sencillo del álbum. Carpenter la escribió con las compositoras Julia Michaels y Amy Allen y sus productores John Ryan e Ian Kirkpatrick, con Julian Bunetta también contribuyendo a la producción. La letra de «Taste» aborda las complejidades de los problemas de pareja. Dave Meyers dirigió el video musical, que presenta a Jenna Ortega. Musicalmente, «Taste» ha sido etiquetada como una canción de pop y slacker rock.
Al igual que los dos sencillos anteriores de Carpenter, «Espresso» y «Please Please Please», «Taste» fue un éxito inmediato, debutando en el número dos del Billboard Hot 100, convirtiéndose en su tercer sencillo entre los diez primeros en los Estados Unidos. En el resto del mundo, la canción encabezó las listas de Australia, Irlanda y el Reino Unido, convirtiéndose en el tercer sencillo número uno consecutivo de Carpenter en los tres países.

## Antecedentes
En enero de 2021, Sabrina Carpenter firmó un contrato discográfico con Island Records. Anunció que estaba trabajando en su sexto álbum de estudio en marzo de 2024, explorando nuevos géneros y esperando que anunciara un nuevo capítulo en su vida. Como anticipo de su actuación en Coachella, Carpenter anunció que el 11 de abril de 2024 lanzaría un sencillo llamado «Espresso». La canción fue un éxito sorpresa, convirtiéndose en su primer sencillo número uno en la lista Billboard Global 200 y su primera canción en entrar en el top cinco de la lista Billboard Hot 100. Siguió con «Please Please Please» el 6 de junio de 2024, que alcanzó el número uno en la lista Billboard Hot 100.
Antes del anuncio oficial, empezaron a aparecer en Nueva York vallas publicitarias con tuits sobre la altura de Carpenter. El 3 de junio de 2024, anunció que el álbum, titulado Short n' Sweet, sería publicado por Island Records el 23 de agosto de 2024, y reveló su portada. La lista de canciones se dio a conocer el 9 de julio de 2024.
Carpenter escribió la canción «Taste» con las compositoras Julia Michaels y Amy Allen y sus productores John Ryan e Ian Kirkpatrick, con Julian Bunetta también contribuyendo a la producción. La canción sirvió como sencillo junto con el lanzamiento del álbum. Según Erica Campbell, de Paper, Carpenter aborda con franqueza la complejidad de los problemas de pareja en la letra: «Se me conoce por compartir. Tendrás que probarme cuando te bese». Cuando se le preguntó por el atrevido tema de la canción en la entrevista, Carpenter dijo: «Escribiré cualquier canción. No significa que la vaya a publicar, pero la escribiré. Creo que la serie de sucesos desafortunados que me he encontrado en las relaciones no son un secreto para la gente que me conoce o cree conocerme».

## Composición
«Taste» dura dos minutos y 37 segundos. Ryan y Bunetta tocan la guitarra, el bajo, la batería y la percusión, y Aaron Sterling toca la batería. Ryan y Jeff Gunnell grabaron la canción en el Perch de Calabasas, California, en los estudios Juicy Hill de las Bahamas y en el Playpen de Calabasas, California; Serban Ghenea la mezcló en los estudios MixStar de Virginia Beach con la ingeniería de Bryce Bordone; y Nathan Dantzler la masterizó con la ayuda de Harrison Tate. «Taste» ha sido etiquetada como una canción pop y de slacker rock. Según Jason Lipshutz, de Billboard, «fusiona guitarra rock, voces con tintes country y melodías disco». Lindsay Zoladz, de The New York Times, describió la canción como una mezcla de «brillo pop de los 80 y descaro country de los 90».
Esta canción está compuesta en la tonalidad de Mi mayor, con un tempo de aproximadamente 111 pulsaciones por minuto (BPM). La progresión de acordes de la canción sigue la secuencia de Mi♭, Do, La♭ y Si♭, que define su estructura armónica.

## Recepción crítica
Lipshutz creía que «Taste», un popurrí de estilos pop delirantemente agradable, merecía ser elegido el tercer sencillo del álbum. Además, describió la canción como un «himno electrizante» cuyo desglose estaba perfectamente diseñado para que Carpenter lo interpretara en una gira de conciertos. Zoladz, que la incluyó en la lista de The New York Times de las canciones más destacadas de la semana de su lanzamiento, compartía una opinión similar y creía que continuaba la «racha ganadora» establecida por sus sencillos precedentes. Tom Breihan, de Stereogum, opinó que «Taste» estaba «a punto de ser otro éxito».

## Recepción comercial
«Taste» debutó en el número dos de la lista estadounidense Billboard Hot 100 del 7 de septiembre de 2024. La canción fue acompañada por «Please Please Please» en el número tres y «Espresso» en el número cuatro, convirtiendo a Carpenter en la única artista, aparte de The Beatles, en registrar sus tres primeros éxitos entre los cinco primeros en la región durante la misma semana. En Canadá, «Taste» entró en el número cuatro de la lista Canadian Hot 100 publicada para la misma fecha. La canción debutó como el tercer número uno de Carpenter en la lista UK Singles Chart, con «Please Please Please» y «Espresso» en los números dos y tres, respectivamente, durante la misma semana. Esto la convirtió en la primera mujer y la tercera artista en conseguir el número uno en álbumes y sencillos simultáneamente, ocupando también los tres primeros puestos de la lista de sencillos. Las tres canciones mantuvieron sus posiciones la semana siguiente, convirtiendo a Carpenter en la única artista, aparte de Ed Sheeran, en ocupar los tres primeros puestos durante dos semanas consecutivas.
En Australia, «Taste» entró en el número uno, seguida de «Please Please Please» y «Espresso», mientras Carpenter ocupaba todo el top tres. «Taste» debutó en el número dos en Nueva Zelanda. La canción alcanzó el número dos en la lista Billboard Global 200. También alcanzó los quince primeros puestos en las listas nacionales de Irlanda, Noruega, Singapur, Malasia, Sudáfrica, Países Bajos, Suecia, Dinamarca y Letonia.

## Vídeo musical
Dave Meyers dirigió el vídeo musical, en el que aparecen Jenna Ortega y Rohan Campbell. En un teaser que Carpenter colgó en Internet, ella coge un cuchillo de una cama llena de armas y entra en una casa. Sube las escaleras y encuentra a Ortega en la ducha con Campbell. Carpenter descorre la cortina de la ducha y va a apuñalar a Ortega, que está visiblemente aterrorizado. La pantalla se corta a negro y Carpenter utiliza el cuchillo como espejo para arreglarse el pintalabios mientras canta: «Oh, dejé una gran impresión».
El vídeo musical se inspira en la película de 1992, Death Becomes Her, protagonizada por Meryl Streep y Goldie Hawn, que tiene una premisa similar. Las secuencias de asesinatos y las elecciones de vestuario también hacen referencias visuales explícitas a Psicosis (1960), Addams Family Values (1993), Ginger Snaps (2000) y Kill Bill: Volumen 1 (2003).

### Sinopsis
El vídeo comienza con Carpenter cantando una canción de cuna, preparándose para matar a su objetivo dormido. A continuación, irrumpe en la casa de su exnovio (Campbell), planeando atacar a su nueva novia (Ortega) con un machete. Ortega prepara un señuelo en una cama y tiende una emboscada a Carpenter, disparándole desde una ventana, donde es empalada en una valla. Esto desencadena una sangrienta batalla entre los dos, con desfibriladores de hospital como armas, muñecos de vudú y Ortega cortando el brazo de Carpenter después de que ésta la sorprendiera en la ducha con su novio. Casi al final del vídeo, mientras Ortega besa a su novio, alucina besándose a sí misma con Carpenter. Ortega, horrorizada, arremete con su motosierra y mata accidentalmente al novio, sin darse cuenta de su error hasta que Carpenter sale corriendo para ver cómo se ahoga en la piscina. En el funeral, las dos mujeres coinciden en que están mejor como amigas que como rivales. Ortega señala lo insegura que era la víctima y Carpenter le da la razón con humor.

## Presentaciones en vivo
Carpenter interpretó un popurrí de «Taste», «Please Please Please» y «Espresso» en los MTV Video Music Awards 2024 el 11 de septiembre de 2024. La actuación comenzó con una muestra de audio de la canción de Britney Spears, «Oops!... I Did It Again» (2000). Encaramada a un enorme diamante suspendido en lo alto del escenario, Carpenter empezó a interpretar «Please Please Please» mientras caía confeti plateado a su alrededor. La provocativa coreografía incluía un momento en el que la alienígena levantaba juguetonamente una pierna sobre el hombro del astronauta, antes de que Carpenter tomara el protagonismo, apartara al astronauta y besara a la alienígena. Despojándose del cuello alto de su traje plateado, Carpenter se paseó por la pasarela mientras cantaba «Espresso», rodeada de bailarines con casco que realizaban rutinas de temática espacial bajo carteles de neón y visuales de una Persona Lunar gigante que se extendía hacia el público. La actuación concluyó con Carpenter reclinada sobre un grupo de bailarines, inspirada en Marilyn Monroe. Lester Fabian Brathwaite, de Entertainment Weekly, y Hannah Jackson, de Vogue, pensaron que Carpenter canalizó a Spears, Monroe y Madonna en la gira Blond Ambition World Tour.

## Créditos y personal
Los créditos son una adaptación de las notas del álbum Short n' Sweet.
Grabación y mantenimiento
- Grabado en The Perch (Calabasas, California), Juicy Hill Studios (Bahamas) y The Playpen (Calabasas, California)
- Mezclado en MixStar Studios (Virginia Beach)
- Sabalicious Songs (BMI) administrado por Songs Of Universal, Inc., Music of Big Family/Don Wyan Music (BMI), administrado por Hipgnosis Songs Group, Good Deal Publishing (BMI), administrado por Songs of Universal, Inc., Kenny + Betty Tunes (ASCAP) administrado por WC Music Corp., Buckley Tenenbaum Publishing (BMI) y Warner-Tamerlane Publishing Corp. (BMI)

Personal
- Sabrina Carpenter – voz principal, composición
- Julia Michaels – composición
- Amy Allen – composición
- John Ryan – producción, grabación, composición, programación, guitarra, bajo, batería, percusión
- Ian Kirkpatrick – producción, composición
- Julian Bunetta – producción, programación, guitarra, bajo, batería, percusión
- Aaron Sterling – batería
- Jeff Gunnell – grabación
- Serban Ghenea – mezcla
- Bryce Bordone – ingeniero de mezclas
- Nathan Dantzler – masterización
- Harrison Tate – asistente de masterización

## Posicionamiento en listas
| Lista (2024)                                        | Mejor posición |
| --------------------------------------------------- | -------------- |
| Alemania (Offizielle Deutsche Charts)               | 24             |
| Argentina (Argentina Hot 100)                       | 70             |
| Australia (ARIA)                                    | 1              |
| Austria (Ö3 Austria Top 40)                         | 14             |
| Bélgica (Flandes) (Ultratop 50)                     | 11             |
| Bélgica (Valonia) (Ultratop 50)                     | 21             |
| Bielorrusia (Belarus Airplay) (TopHit)              | 82             |
| Global 200 (Billboard)                              | 2              |
| Brasil (Brasil Hot 100)                             | 31             |
| Canadá (Canadian Hot 100)                           | 4              |
| Canadá (CHR/Top 40)                                 | 8              |
| Canadá (Hot AC)                                     | 34             |
| CIS (TopHit Airplay)                                | 7              |
| Corea del Sur (BGM) (Circle)                        | 195            |
| Corea del Sur (Download) (Circle)                   | 133            |
| Croacia (Billboard)                                 | 20             |
| Croacia (Croatia International Airplay) (Top lista) | 22             |
| Dinamarca (Tracklisten)                             | 11             |
| Emiratos Árabes Unidos (IFPI)                       | 7              |
| Eslovaquia (Rádio Top 100)                          | 93             |
| Eslovaquia (Singles Digitál Top 100)                | 17             |
| España (Top 100 Canciones)                          | 38             |
| Estados Unidos (Billboard Hot 100)                  | 2              |
| Estados Unidos (Adult Top 40)                       | 16             |
| Estados Unidos (Mainstream Top 40)                  | 7              |
| Estonia (Estonia Airplay) (TopHit)                  | 7              |
| Filipinas (Philippines Hot 100)                     | 7              |
| Finlandia (OFC)                                     | 21             |
| Francia (SNEP)                                      | 58             |
| Francia (France Airplay) (SNEP)                     | 19             |
| Grecia (Greece International) (IFPI)                | 7              |
| Hong Kong (Billboard)                               | 19             |
| Hungría (Single Top 40)                             | 34             |
| India (India International) (IMI)                   | 20             |
| Irlanda (IRMA)                                      | 1              |
| Islandia (Tónlistinn)                               | 5              |
| Israel (Media Forest)                               | 9              |
| Italia (FIMI)                                       | 87             |
| Japón (Japan Hot Overseas) (Billboard Japan)        | 2              |
| Kazajistán (Kazakhstan Airplay) (TopHit)            | 17             |
| Letonia (LaIPA)                                     | 12             |
| Letonia (Latvia Airplay) (LaIPA)                    | 1              |
| Líbano (Lebanese Top 20)                            | 2              |
| Lituania (AGATA)                                    | 22             |
| Lituania (Lithuania Airplay) (TopHit)               | 2              |
| Luxemburgo (Billboard)                              | 15             |
| Malasia (Billboard)                                 | 5              |
| Malasia (Malaysia International) (RIM)              | 5              |
| MENA (IFPI)                                         | 14             |
| Nigeria (TurnTable Top 100)                         | 50             |
| Noruega (VG-lista)                                  | 2              |
| Nueva Zelanda (Recorded Music NZ)                   | 2              |
| Países Bajos (Dutch Top 40)                         | 3              |
| Países Bajos (Mega Single Top 100)                  | 6              |
| Polonia (Polish Airplay Top 100)                    | 31             |
| Polonia (Polish Streaming Top 100)                  | 23             |
| Portugal (AFP)                                      | 6              |
| Reino Unido (UK Singles Chart)                      | 1              |
| República Checa (Singles Digitál Top 100)           | 15             |
| Rumania (Romania Airplay) (TopHit)                  | 59             |
| Rusia (Russia Airplay) (TopHit)                     | 12             |
| Singapur (RIAS)                                     | 4              |
| Sudáfrica (TOSAC)                                   | 8              |
| Suecia (Sverigetopplistan)                          | 9              |
| Suiza (Schweizer Hitparade)                         | 22             |
| Ucrania (Ukraine Airplay) (TopHit)                  | 99             |

| Lista (2024)                                  | Mejor posición |
| --------------------------------------------- | -------------- |
| Brasil (Brazil Streaming) (Pro-Música Brasil) | 45             |
| CEI (CIS Airplay) (TopHit)                    | 18             |
| Estonia (Estonia Airplay) (TopHit)            | 9              |
| Kazajistán (Kazakhstan Airplay) (TopHit)      | 73             |
| Lituania (Lithuania Airplay) (TopHit)         | 3              |
| Paraguay (SGP)                                | 9              |
| República Checa (Singles Digitál Top 100)     | 30             |
| Rumania (Romania Airplay) (TopHit)            | 69             |
| Rusia (Russia Airplay) (TopHit)               | 21             |

## Certificaciones
| País | Certificación | Ventas     |
| --- | ------------- | ---------- |
| Canadá (Music Canada) | Oro           | 40,000‡    |
| Nueva Zelanda (RMNZ) | Oro           | 15,000‡    |
| Polonia (ZPAV) | Oro           | 25,000‡    |
| Reino Unido (BPI) | Plata         | 200,000‡   |
| Streaming |               |            |
| Grecia (IFPI Grecia) | Oro           | 1,000,000† |
| ‡ Cifras de ventas y streaming basadas únicamente en la certificación. † Cifras de streaming basadas únicamente en la certificación. |               |            |

## Historial de lanzamientos
| Región         | Fecha                   | Formato(s)             | Discográfica    | Ref.    |
| -------------- | ----------------------- | ---------------------- | --------------- | ------- |
| Estados Unidos | 23 de agosto de 2024    | Contemporary hit radio | Island Republic | [ 120 ] |
| Italia         | 4 de octubre de 2024    | Radio airplay          | Island          | [ 121 ] |
| Varias         | 13 de diciembre de 2024 | 7 pulgadas             | Island          | [ 122 ] |

## Premios y nominaciones
| Año  | Premio                          | Nominado | Categoría        | Resultado | Ref.    |
| ---- | ------------------------------- | -------- | ---------------- | --------- | ------- |
| 2025 | Nickelodeon Kids' Choice Awards | Taste    | Canción favorita | Ganadora  | [ 123 ] |